# 特蘭奎爾路
特蘭奎爾路（英文：Tranquille Road），是一個位於加拿大英屬哥倫比亞省湯普森-尼古拉地區甘露市北岸至特蘭奎爾的主要連通幹道。道路起自東南端歐弗蘭德斯橋與福爾春道相接，西北端迄於特蘭奎爾農場。

## 命名和歷史
特蘭奎爾路一名起自道路終點的鄰里社區特蘭奎爾，而特蘭奎爾一名源自流經之特蘭奎爾河，而特蘭奎爾河是為紀念自19世紀治理此地區的蘇斯瓦族酋長帕卡穆斯（Pacamoose）。當地法裔加拿大毛皮交易商暱稱其為特蘭奎爾），並於1912年村落正式建制後命名此地區為特蘭奎爾。最終隨著甘露市北岸和南岸連絡需求於1925年建成黑橋（Black Bridge）後，特蘭奎爾路一詞也逐漸取代民眾對於原北河路（North River Road）的叫法。
特蘭奎爾路作為北甘露地區主要幹道，經歷過多次變革。最早期特蘭奎爾路街廓為現今北側的歐爾德路；而現今特蘭奎爾路街廓當時則稱為布拉克赫斯特路(Brocklehurst Rd.)。最終是在甘露機場於1940年建成後，英屬哥倫比亞交通建設處(British Columbia Ministry of Transportation and Infrastructure)在擴建通往機場的道路的同時將道路改名成今名。

## 概述
特蘭奎爾路為甘露市幹道階級之道路，連絡東西向北甘露地區至甘露市中心；主要節點從南至北有福爾春道、第八街和辛格街。道路沿經三個甘露市北岸鄰里社區，分別為北岸（歐弗蘭德斯橋至第十二街）、布拉克赫斯特（第十二街至歐爾德路）和特蘭奎爾（歐爾德路底以西），而三鄰里分別用為住商混合區、住宅區和自然保護區；三段路長分別為2,750m、5,325m、6,460m，共約1.45公里。其中北岸市區區段亦有設置路樹和人行步道。

## 沿線設施
- 甘露機場
- 特蘭奎爾精神療養院（Tranquille Sanatorium）
- 特蘭奎爾自然生態保護區（Tranquille Ecological Reserve）

## 交通
特蘭奎爾路路線配置為雙向二至四線道平面道路，起點由歐弗蘭德斯橋端福爾春道設置單線導流至利路(Leigh Rd.)。由此至弗農大道(Vernon Ave.)/波普勒街(Poplar St.)為二線道，並且兩側設有人行步道和路樹；由此至薩烏斯希爾街(Southhill St.)則為四至五線道道路；此後至道路終點則為雙向雙黃線二線道，兩側無設置人行步道。
此外，甘露交通系統於特蘭奎爾路有以下服務：
| 路線和名稱   | 行經路段                                 | 服務站點 |
| ------------ | ---------------------------------------- | -------- |
| 1 特蘭奎爾   | 福爾春道－克雷斯特萊恩街 (Crestline St.) | 38站     |
| 2 帕克雷斯特 | 福爾春道－尤街 (Yew St.)                 | 9站      |

## 資料來源
1. ↑  .   [2022-03-19]. （原始内容存档于2022-03-19）.
2. ↑  https://www.google.ca/maps/place/Tranquille+Rd,+Kamloops,+BC/@50.6680434,-120.3228659,87231m/data=!3m1!1e3!4m5!3m4!1s0x537fd3574dea795d:0xb082d0d703327346!8m2!3d50.704779!4d-120.4309718?hl=en&authuser=0
3. ↑  .   [2022-03-19]. （原始内容存档于2013-12-08）.
4. ↑  https://www.kamloopsthisweek.com/community/kamloops-history-the-ever-changing-face-of-tranquille-road-4443548
5. ↑  .   [2022-03-19]. （原始内容存档于2022-02-18）.
6. ↑  .   [2022-03-19]. （原始内容存档于2022-02-18）.
7. ↑  https://bringbackmainstreet.ca/block-study/kamloops
8. ↑  .   [2022-03-19]. （原始内容存档于2021-04-22）.
9. ↑  .   [2022-03-19]. （原始内容存档于2022-04-22）.